# Jennifer Ramírez Rivero
Jennifer Ramírez Rivero (San Cristóbal, 31 de agosto de 1978-Cúcuta, 20 de agosto de 2018) fue una modelo venezolana propietaria de las marcas de ropa y accesorios Mac River y Jen River. 

## Biografía
Hija de padres colombianos divorciados, Ramírez era propietaria de las marcas de ropa y accesorios Mac River y Jen River y alcanzó a tener tres almacenes en Santa Teresa, Barrio Obrero y Pueblo Nuevo En San Cristóbal, Venezuela. En 2000, participó en el reinado de la Feria Internacional de San Sebastián, siendo modelo de su propia marca. Debido a la crisis en Venezuela, los tres locales fueron cerrados y Ramírez vendió su vehículo para buscar mejores oportunidades en Cúcuta, Colombia, donde se mudó con su hijo de dos años.
En Cúcuta, intentó colocar su empresa, pero al no ser posible se dedicó a vender prendas de ropa y a vender tortas al frente del edificio donde vivía. Aproximadamente el 20 de agosto de 2018, Ramírez fue estrangulada a su apartamento y encontrada cinco días después junto con su hijo vivo, quien presentaba signos de desnutrición. La Policía Metropolitana de Cúcuta tomaron en custodia al niño y lo trasladaron al hospital Erasmo Meoz, para que recibiera la atención médica y alimentos. Inicialmente las autoridades consideraron como motivo de homicidio un crimen pasional, pero inspecciones posteriores coinciden con un robo como motivo del asesinato.